# Ernst August Eicker
Ernst August Eicker (* 8. Mai 1934; † 26. Juni 2021 in Halver; Schreibweise auch: Ernst-August Eicker) war ein deutscher Sänger des Evangeliumsliedes sowie des Neuen Geistlichen Liedes in der Stimmlage Tenor und Chorleiter des ehemaligen Wir-singen-für-Jesus-Chores.

## Leben
Bereits im Alter von 16 Jahren bekam Ernst August Eicker die Leitung des Gemeindechores der Freien Evangelischen Gemeinde Bever von seinem Vater August Eicker übertragen. 1955 begannen Auftritte sowie Schallplattenaufnahmen als Duett Elsa & Ernst August Eicker mit seiner Ehefrau. 1966 schließlich begann Ernst August Eicker die Chorarbeit mit dem Wir-singen-für-Jesus-Chor. Seine Tourneen mit dem Chor führten ihn zu etwa 4000 Konzerten nach Kanada, Israel, Italien, Frankreich, USA, Brasilien und zahlreiche weitere Länder. Auf Tonträger erschienen etwa 300 Musiktitel zunächst als Singles, später auf LP bzw. schließlich CD. Neben dem Chor formierte sich mit Heranwachsen der Töchter Ruthild und Cornelia ferner das Familienquartett Die Eickers. Es entwickelte sich eine mehrgliedrige Musikarbeit, die unter dem Dach Wir singen für Jesus bis heute unterschiedliche Gesangsformationen beherbergt. Im Jahr 2004 schließlich übertrug Ernst August seiner Tochter Ruthild Eicker die musikalische Leitung über die gesamte Arbeit.
Neben seiner musikalischen Tätigkeit hielt Ernst August Eicker über alle Jahre hinweg bis zu seinem Ruhestand im Jahr 2000 stets den Familienbetrieb, seine 1960 gegründete Werkzeugfabrik, aufrecht.

## Diskografie
als Solist
- Gottes Volk darf nie ermüden / Mächtige Ströme des Segens / Halleluja, rühmt das Kreuz (Das Kreuz, es stehet fest) (Single, Frohe Botschaft im Lied)
- Wer Jesum am Kreuze im Glauben erblickt / Jesus führt mich allerwegen / Seele, auf, ich will’s verkünden (Single, Frohe Botschaft im Lied)
- Jerusalem (Ich hab im Traum gesehen) / Lobt in seinem Heiligtume / Und es sprach der, der auf dem Throne sitzt (Single, Frohe Botschaft im Lied)
- Wunder der Gnade Jesu (Wir singen für Jesus, 1974)
- 10 Jahre Wir-singen-für-Jesus-Chor (Wir singen für Jesus, 1976)
- Wir gehen durch die Zeit (Frohe Botschaft im Lied, 1978)
- Er gab mir Freude (S&G, 1980)
- Wir wollen weitersagen (S&G, 1982)
- Lasst uns gemeinsam ihn loben (S&G, 1983)
- Preis den Herrn, alle Welt (S&G, 1986)
- Preist seine Herrlichkeit (S&G, 1988)
- Wir singen für Jesus (S&G, 1991)
- Gebt unserm Gott die Ehre (S&G, 1993)
- Gott ist der Grund unserer Freude (S&G, 1996)
- Jesus, du bist Herr (Schulte & Gerth, 2000)

als Chorleiter
neben oben aufgeführten Veröffentlichungen, außerdem:
- Meister, es toben die Winde / Ich war so matt und schuldbewusst / Ich will streben nach dem Leben (Single, Frohe Botschaft im Lied)
- In den Sternen Gottes Werk ich seh / Zerrissen die Welt / Wir werden mit ihm leben (Auferstanden aus des Grabes Nacht) / Seine Güte und Gnade (Ohne Weg, ohne Licht, ohne Hilfe) / Ja, das ist wunderbar (Single, Wir singen für Jesus)
- Fest der Weihnachtslieder (Schulte & Gerth, 2001)

als Duett
- Ist’s wahr, dass Jesus starb für mich? / O lass den Geist nicht von dir fliehn (Ernst August Eicker) / Ein Gnadenruf ertönt (Ernst August Eicker) / Mein Freund ist mein (Single, 1963, Frohe Botschaft im Lied)
- O wie schön klingt Jesu Name / Her mit dem Rettungsseil / Als ich mein Lebensbuch durchsah (Komm, er nimmt die Sünder an) (Ernst August Eicker) (Single, 1964, Frohe Botschaft im Lied)
- Wär gleich blutrot die Sünde / O Jesus, du stehst draußen / Jesus führt mich sicher / Ich weiß, der Vater droben sieht (Single, Frohe Botschaft im Lied)
- Gott wird dich tragen / Suchest du nach Frieden / Einst lagen die Menschen / Es geht nach Haus (Single, Frohe Botschaft im Lied)
- Ich flieh zu dir, mein Herr und Gott / Ich bin dein, o Herr (Ernst August Eicker) / Hier ist mein Herz (Ernst August Eicker) / In Gottes Hand bin ich geborgen (Single, Frohe Botschaft im Lied)
- Wie sehr hat Gott die Welt geliebt / In der stillen Andachtszeit / Ist dir die Last deiner Sünde zu schwer / Mein Heiland ruft mir zu (Single, Frohe Botschaft im Lied)
- Hast du keinen Raum für Jesus / Ein Tagwerk für den Heiland (Single, Frohe Botschaft im Lied)